# Połączenie afiniczne

Połączenie afiniczne na sferze rzutowane na styczną płaszczyznę afiniczną od jednego punktu do drugiego. Wskutek tego punkt styczności wędruje wzdłuż krzywej na płaszczyźnie.

Połączenie afiniczne (przeniesienie afiniczne, koneksja afiniczna) – obiekt geometryczny zdefiniowany na gładkiej rozmaitości, który  pozwala składowe pola wektorowego (ogólnie: pola tensorowego) z danej przestrzeni stycznej „przenieść” do przestrzeni stycznej wystawionej do rozmaitości w punkcie infinitezymalnie odległym. W ten sposób staje się możliwie porównywanie pól w infinitezymalnie odległych punktach rozmaitości, co m.in. pozwala obliczać ich różniczki i pochodne (por. pochodna kowariantna). 
Pojęcie przeniesienia afinicznego jest ściśle związane z pojęciem przeniesienia równoległego, które definiuje, jak rozumieć przesuwanie równoległe wektorów wzdłuż krzywych po rozmaitości. 
Na danej rozmaitości, w ogólności zakrzywionej (jak np. sfera), można zdefiniować nieskończenie wiele sposobów przenoszenia pól. Jednym ze sposobów jest przeniesienie Leviego-Civity, które wprowadza się w rozmaitościach z zadaną metrykę riemannowską. 
Przeniesienie jako obiekt geometryczny charakteryzuje się niezmiennikami, do których należą skręcenie i krzywizna. 
Przeniesienie afiniczne jest używane także do definicji linii geodezyjnych na rozmaitości, które uogólniają pojęcie prostej w przestrzeni Euklidesowej: geometria oparta na liniach geodezyjnych jest w ogólności geometrią nieeuklidesową – wtedy, gdy rozmaitość jest zakrzywiona (por. tensor krzywizny).